# Gallowhill
Gallowhill var en civil parish 1866–1955 när det uppgick i Belsay, i grevskapet Northumberland i England. Civil parish var belägen 10 km från Morpeth och hade 44 invånare år 1951.